# Windpark Bedburg A44n
Der Windpark Bedburg A44n ist ein in Betrieb befindlicher Windpark beidseits der Bundesautobahn 44 im Norden des Stadtgebietes von Bedburg, an der Grenze zu Jüchen. Er besteht aus fünf Windenergieanlagen.

## Geschichte
Im Januar 2019 wurden erste Pläne zur Errichtung eines neuen Windparks durch die Stadt Bedburg und Innogy bekannt. Es sollten zunächst fünf weitere Anlagen mit einer Nennleistung von jeweils 4,5 MW errichtet werden. Als Baufeld sind drei Flächen auf dem rekultivierten Braunkohletagebau im Bereich der Autobahn 44n vorgesehen. Die Windenergieanlagen würden 2,4 bis 3,6 Kilometer von der nächsten Wohnbebauung entfernt liegen.
Zunächst war Innogy mit 51 Prozent und die Stadt Bedburg mit 49 Prozent an dem Kooperationsprojekt beteiligt. Im Zuge des 2018 vereinbarten umfangreichen Tauschs von Vermögenswerten und Geschäftsbereichen von RWE und E.ON ging die Mehrheitsbeteiligung der Innogy an die RWE über. Im Dezember 2020 erhielten die künftigen Betreiber bei einer Auktion der Bundesnetzagentur den Zuschlag für das Projekt, zwischenzeitlich wurde der Anlagentyp auf eine leistungsstärkere 5,7-MW-Turbine geändert. Die Investitionskosten für den Windpark werden inklusive des Netzanschlusses mit 30 Millionen Euro angegeben.
Die Bauarbeiten für den Windpark sollten im Frühjahr 2021 beginnen, der Abschluss des Projekts war für Anfang 2022 geplant. Ende Oktober 2022 wurde offiziell der Betrieb des Windparks aufgenommen.

## Technik
Insgesamt werden die fünf Windenergieanlagen eine installierte Leistung von 28,5 MW haben. Während vier der Windenergieanlagen ihren Strom über bereits vorhandene Infrastruktur im Tagebau Garzweiler ins Übertragungsnetz der Amprion einspeisen, versorgt die fünfte Anlage die geplante Klimaschutzsiedlung in Bedburg-Kaster und Überschüsse werden ins Verteilnetz der Westnetz eingespeist.
| Anlagentyp      | Anzahl | Baujahr | Gesamthöhe | Rotordurchmesser | Nabenhöhe | Leistung pro Anlage |
| --------------- | ------ | ------- | ---------- | ---------------- | --------- | ------------------- |
| Nordex N149/5.7 | 5      | 2022    | 239 m      | 149 m            | 164 m     | 5,7 MW              |

## Sonstiges

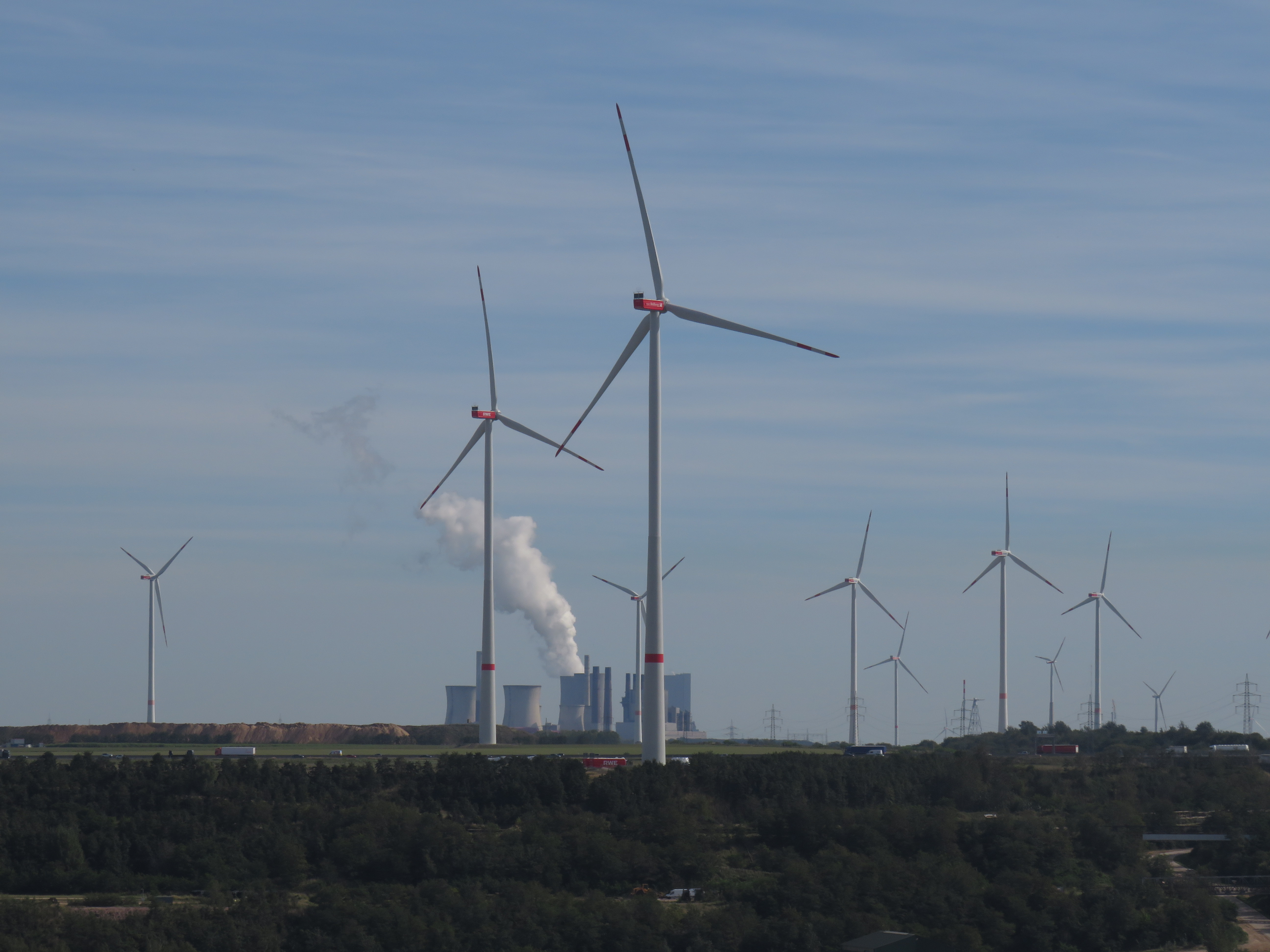
Im Vordergrund Anlagen des Windparks Bedburg A44n, im Hintergrund Windpark Königshovener Höhe

In unmittelbarer Nähe befinden sich weitere größere Windparks. Ebenfalls auf dem Gebiet von Bedburg liegt in südöstlicher Richtung der Windpark Königshovener Höhe mit 21 Anlagen und im Süden der Windpark Kaiskorb mit 13 Anlagen. Direkt nördlich angrenzend befindet sich zudem auf dem Stadtgebiet von Jüchen der Windpark Jüchen A44n mit 6 Anlagen.